# MEFF AIAF SENAF Holding de Mercados Financieros, S.A.
MEFF AIAF SENAF Holding de Mercados Financieros, S.A., que también es conocido simplemente como Mercados Financieros, es un holding integrado dentro de Bolsas y Mercados Españoles formado por:
- MEFF
- AIAF
- SENAF
- MEFF Clear

La integración de los tres mercados (MEFF, AIAF, SENAF) y la cámara de liquidación y compensación (MEFF Clear) se produjo en 2001 como respuesta a las exigencias de la globalización de los mercados, lográndose así conjuntar los recursos humanos y tecnológicos de dichas sociedades, reducir los costes para los Miembros de los mercados, mejorar la calidad del servicio y ofrecer soluciones técnicas e informáticas integradas.
- Datos: Q11690049